# 北关街道 (大同市)
北关街道是中华人民共和国山西省大同市平城区下辖的一个街道办事处，位于大同市城区北部。设置于1955年，曾称为新华街道，于1975年改为今名。
2021年3月，撤销北关街道，原北关街道的白泊洼、操场城西街、铁牛里、雁同西路、西马路操场城东街、红卫里、安益园8个社区居委会的行政区域为武定街道的行政区域，原北关街道的站东、北辰、同丰、北苑4个社区居委会的行政区域为鹿苑街道的行政区域。

## 行政區劃
北关街道下辖10個社區居委會：
铁牛里社区、西马路社区、雁同西路社区、安益园社区、站东社区、白泊洼社区、操场城西街社区、操场城东街社区、同丰社区和红卫里社区。